# Elimination Chamber (2014)
Elimination Chamber (2014) foi um evento de wrestling profissional em formato pay-per-view produzido pela WWE. O evento aconteceu em 23 de Fevereiro de 2014, no Target Center em Minneapolis, Minnesota. Este foi o quinto evento da cronologia do Elimination Chamber e o segundo pay-per-view de 2014 no calendário da WWE.
O card foi composto por oito lutas, incluindo uma no pré-show. No evento principal Randy Orton manteve o WWE World Heavyweight Championship em uma luta Elimination Chamber contra John Cena, Daniel Bryan, Christian, Cesaro e Sheamus.
O evento teve 183.000 compras, abaixo das 213.000 compras do ano anterior. Foi o último evento pay-per-view da WWE antes do lançamento do WWE Network, que foi lançado na noite seguinte e iria corroer significativamente as taxas de pay-per-view.

## Produção

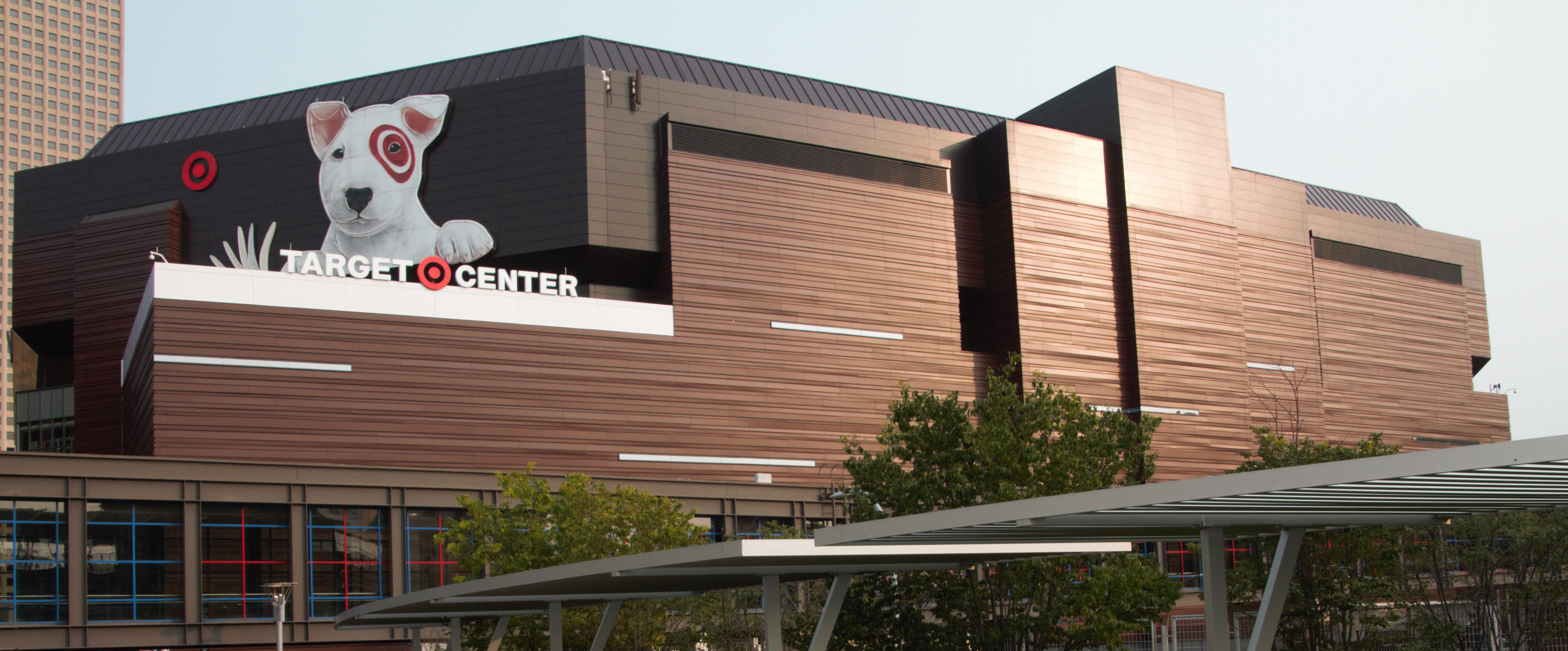
Target Center em Minneapolis, Minnesota, Estados Unidos da América.

### Conceito
Elimination Chamber é uma gimmick de pay-per-view, produzido geralmente no mês de fevereiro pela WWE desde 2010. O conceito do show é que uma ou duas lutas do evento principal sejam disputadas dentro do Elimination Chamber, seja com títulos ou futuras oportunidades de títulos em jogo. O evento de 2014 foi o quinto evento sob a cronologia Elimination Chamber.
Desde 2011, o programa é promovido como "No Escape" na Alemanha, pois teme-se que o nome "Elimination Chamber" possa lembrar as pessoas das câmaras de gás usadas durante o Holocausto.

### Histórias
O card consistiu em oito lutas, incluindo uma no pré-show, que resultaram de enredos roteirizados, onde os lutadores retratavam heróis, vilões ou personagens menos distinguíveis em eventos roteirizados que criaram tensão e culminaram em uma luta ou série de lutas, com resultados pré-determinados pelos escritores da WWE, enquanto as histórias se desenvolveram nos programas de televisão da WWE, Raw e SmackDown.
O evento principal foi a luta Elimination Chamber, onde Randy Orton defendeu o WWE World Heavyweight Championship contra cinco lutadores após retê-lo no Royal Rumble contra John Cena. Na noite após o Royal Rumble no Raw, Daniel Bryan confrontou a Authority por mantê-lo fora da luta Royal Rumble. Stephanie McMahon afirmou que eles não queriam sobrecarregá-lo com duas lutas em uma noite, mas Bryan concluiu que eles não gostavam dele devido à sua popularidade. Ele exigiu que Triple H o colocasse na luta pelo título no Elimination Chamber. Triple H enviou o The Shield para atacar Bryan, mas Cena e Sheamus o salvaram. Isso configurou uma luta de qualificação para o Elimination Chamber entre os três e o The Shield. Durante a luta, a Wyatt Family atacou Cena, dando a sua equipe uma vitória por desqualificação, ou seja, Cena, Sheamus e Bryan se classificaram para a luta. No SmackDown de 31 de janeiro, Cesaro derrotou Dolph Ziggler para se qualificar, e seu parceiro Jack Swagger perdeu sua qualificação para o recém retornado Christian. Na edição de 3 de fevereiro do Raw, Stephanie McMahon mandou Randy Orton competir em uma Elimination Chamber Gauntlet onde ele deveria enfrentar cada um de seus oponentes do Elimination Chamber em lutas individuais. Ele foi derrotado por Daniel Bryan naquela mesma noite, mas garantiu uma vitória ao derrotar Christian na edição de 7 de fevereiro do SmackDown. Ele então foi derrotado por Cena na edição de 10 de fevereiro do Raw e por Cesaro no episódio de 14 de fevereiro do SmackDown. Seu último oponente, Sheamus venceu por desqualificação, já que o The Shield e The Wyatt Family se envolveram no Raw de 17 de fevereiro.
No episódio de 31 de janeiro do SmackDown, o The Shield recusou o pedido de Triple H para que o grupo desistisse da questão de a Wyatt Family desqualificá-los da luta, então uma luta trios entre as facções foi marcada para o Elimination Chamber.
Depois que o retorno de Batista à WWE foi anunciado em dezembro, Alberto Del Rio começou a dizer que os fãs deveriam falar sobre ele e prometeu eliminar Batista da luta Royal Rumble. No Raw de 20 de janeiro, após uma vitória sobre Rey Mysterio, Del Rio foi atacado por Batista e acertou com seu finalizador o Baitsta Bomb. Del Rio entrou no Rumble com o número 27 e durou pouco menos de três minutos antes de Batista, que seria o próximo participante, eliminá-lo. No Raw de 3 de fevereiro, Batista foi interrompido e brevemente atacado por Del Rio, mas este escapou rapidamente do ringue. No próximo Raw, após Del Rio derrotar Dolph Ziggler, Batista apareceu e aplicou um Batista Bomb em Del Rio através da mesa dos comentaristas. Triple H então anunciou que os dois lutariam no Elimination Chamber.
No episódio de 13 de fevereiro do SmackDown, Jack Swagger derrotou Mark Henry, Rey Mysterio e Kofi Kingston em uma Fatal Four-Way para se tornar o candidato número um ao Intercontinental Championship, e lutaria contra o campeão Big E pelo título no Elimination Chamber.
No WWE.com, foi anunciado que os The Usos (Jimmy Uso e Jey Uso) enfrentariam o The New Age Outlaws (Road Dogg e Billy Gunn) pelo WWE Tag Team Championship no Elimination Chamber. Isso foi feito quando os Usos pediram aos Outlaws que lutassem pelos títulos nas semanas seguintes. Então, eles aceitaram o desafio.
Ex-parceiros de duplas Titus O'Neil e Darren Young iria lutar no pay-per-view. A rivalidade começou no episódio de 31 de janeiro do SmackDown, quando O'Neil atacou Young após uma derrota de uma dupla, com O'Neil alegando que Young era um "peso morto" e "o estava segurando".

## Evento
| Função:                   | Nome:                    |
| ------------------------- | ------------------------ |
| Comentaristas em inglês   | Michael Cole             |
| Comentaristas em inglês   | John "Bradshaw" Layfield |
| Comentaristas em inglês   | Jerry Lawler             |
| Comentaristas em espanhol | Carlos Cabrera           |
| Comentaristas em espanhol | Marcelo Rodriguez        |
| Comentaristas em espanhol | Ricardo Rodriguez        |
| Entrevistadores           | Byron Saxton             |
| Entrevistadores           | Renee Young              |
| Anunciadora de ringue     | Lilian Garcia            |
| Árbitros                  | Charles Robinson         |
| Árbitros                  | John Cone                |
| Árbitros                  | Rod Zapata               |
| Árbitros                  | Jason Ayers              |
| Árbitros                  | Darrick Moore            |
| Painel do pré-show        | Josh Mathews             |
| Painel do pré-show        | Mark Henry               |
| Painel do pré-show        | The Miz                  |
| Painel do pré-show        | Rey Mysterio             |

### Pré-show
Durante o pré-show do Elimination Chamber Cody Rhodes e Goldust enfrentaram RybAxel (Ryback e Curtis Axel). Rhodes executou Cross Rhodes em Axel para vencer a luta.

### Lutas preliminares
O pay-per-view real com Big E defendendo o Intercontinental Championship contra Jack Swagger. No final, Swagger aplicou um Patriot Lock em Big E, mas Big E executou um Enziguiri em Swagger para quebrar a submissão e executou um Big Ending em Swagger para reter o título.
Em seguida, The New Age Outlaws (Road Dogg e Billy Gunn) defenderam o WWE Tag Team Championship contra The Usos (Jimmy Uso e Jey Uso). O final viu Jimmy realizar um Superkick em Road Dogg, fazendo com que ele caísse do apron. Gunn derrotou Jimmy com um roll-up para reter o título.
Depois disso, Titus O'Neil enfrentou Darren Young. O'Neil executou um Clash of the Titus em Young para vencer a luta.
Na quarta luta, o The Shield (Campeão dos Estados Unidos Dean Ambrose, Seth Rollins e Roman Reigns) enfrentaram a Wyatt Family (Bray Wyatt, Luke Harper e Erick Rowan). Durante a luta, Ambrose lutou com Wyatt nas arquibancadas da arena, tirando Ambrose da luta. Harper e Rowan executaram um Chokeslam duplo em uma mesa dos comentaristas em Rollins. No clímax, Reigns tentou uma Spear em Wyatt, mas Harper ficou no caminho e recebeu o Spear de Reigns. Wyatt executou um Sister Abigail em Reigns para vencer a luta.
Em seguida, AJ Lee defendeu o Divas Championship contra Cameron. Cameron venceu por desqualificação depois que Tamina Snuka a atacou com um clothesline, significando que AJ reteve o título.
Na penúltima luta, Batista enfrentou Alberto Del Rio. A luta terminou quando Del Rio tentou aplicar o Cross Armbreaker em Batista, mas Batista empurrou Del Rio em um turnbuckle exposto e executou um Batista Bomb em Del Rio para vencer a luta.

### Evento principal

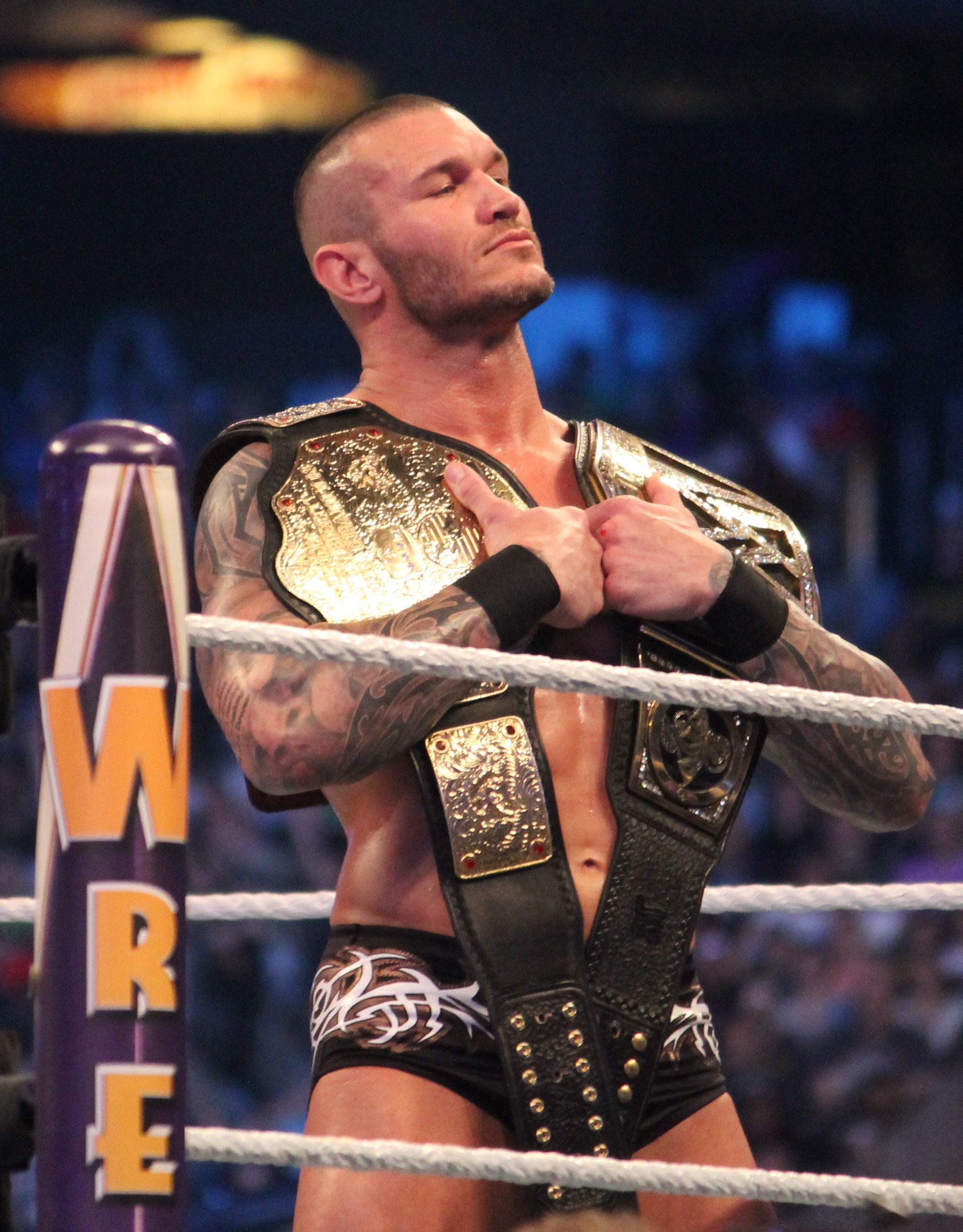
Randy Orton defendeu o WWE World Heavyweight Championship com sucesso no Elimination Chamber.

O evento principal foi a luta Elimination Chamber pelo WWE World Heavyweight Championship. Cesaro e Sheamus iniciaram a luta. Daniel Bryan foi o próximo a entrar na luta, Christian foi o quarto a entrar, John Cena entrou em seguida e Randy Orton foi o último a entrar na luta. Orton se trancou em seu pod, mas Sheamus executou um Brogue Kick no acrílico quebrando o Pod. Sheamus foi eliminado por Christian após um Frog Splash do topo de um Pod. Christian foi eliminado por Bryan após um Running Knee. Cesaro foi eliminado por Cena após um STF. A Wyatt Family interferiu na luta, atacando Bryan e Cena. Depois que Bray Wyatt executou Sister Abigail em Cena, Orton imobilizou Cena para eliminá-lo. No final, Kane, que ajudou a remover a Wyatt Family da câmara, atacou Bryan e Orton executou um RKO para eliminar Bryan e manter o WWE World Heavyweight Championship.

## Depois do evento
Batista e Alberto Del Rio se enfrentaram em uma revanche com Del Rio vencendo após Randy Orton distrair Batista. Orton então mencionou a turbulenta reação negativa desde o retorno de Batista. Batista respondeu dizendo que o Universo WWE tem sua própria voz. Mais tarde, porém, Batista dirigiu-se à torcida, dizendo que não voltou à empresa para ser gostado, apenas para vencer o título.
Daniel Bryan confrontou Triple H discutindo sobre ficar constantemente interferindo em suas lutas pelo título desde o SummerSlam e o desafiou para uma luta na WrestleMania XXX, mas o último recusou. Mais tarde naquela noite, Bryan derrotou Kane, e depois expressou sua opinião para Triple H, afirmando que ele deveria dar o que os fãs querem. Bryan desafiou Triple H na edição de 3 de março do Raw, mas Triple H ainda recusou. Frustrado, Bryan conjurou o Yes! Moviment na edição de 10 de março do Raw envolvendo fãs da WWE que se reuniram ao redor do ringue e forçaram Triple H a aceitar sua luta com a estipulação de que se Bryan derrotar Triple H, ele será inserido na luta pelo WWE World Heavyweight Championship. Na edição de 17 de março do Raw, a estipulação foi alterada onde o vencedor avançaria para o evento principal pelo título, garantindo assim uma luta triple threat. John Cena chamaria a Wyatt Family onde acabaria sendo atacado pelo líder da facção Bray Wyatt. Na edição de 10 de março do Raw, quando Hulk Hogan anunciou a André the Giant Memorial Battle Royal na Wrestlemania XXX com Cena no início entrando como o primeiro participante, no entanto a Wyatt Family interrompeu, insinuando que Hogan e a personalidade heróica de Cena são fachadas e que Bray é a "verdade". Cena então desafiou Bray para uma luta na WrestleMania com o seu legado em jogo.
The Usos (Jimmy Uso e Jey Uso) derrotaram The New Age Outlaws (Road Dogg e Billy Gunn) em uma luta sem título garantir outra luta pelos títulos. Na edição de 3 de março do Raw, The Usos finalmente os derrotaram para conquistarem o WWE Tag Team Championship pela primeira vez.
Darren Young derrotou Titus O'Neil em uma revanche no episódio de 26 de fevereiro do Main Event.
Cameron conseguiu uma revanche pelo Divas Championship no SmackDown seguinte contra AJ Lee , mas ela não conseguiu vencer o título de forma limpa desta vez.
O Elimination Chamber seria o último pay-per-view de Christian. No Raw de 24 de março, Christian venceu uma luta fatal four-way que incluía Alberto Del Rio, Dolph Ziggler e Sheamus para desafiar Big E pelo Intercontinental Championship, mas nunca aconteceu devido a Christian sofrer uma leve concussão. Isso levou Christian a fazer aparições não-wrestling em meio-período em pré-shows e podcasts, sem qualquer notícia sobre sua carreira no wrestling. Em 27 de outubro de 2015, o perfil de Christian foi movido da seção de superstar para a seção de ex-lutadores no WWE.com, observando a aposentadoria de Christian do wrestling profissional com a empresa.

## Resultados
| Nº                                          | Resultados | Estipulações                                                     | Tempo |
| ------------------------------------------- | --- | ---------------------------------------------------------------- | ----- |
| Pré- show                                   | Cody Rhodes e Goldust derrotaram RybAxel (Curtis Axel e Ryback) com (Larry Hennig)                                         | Luta de duplas                                                   | 10:25 |
| 1                                           | Big E (c) derrotou Jack Swagger (com Zeb Colter)                                                                           | Luta individual pelo WWE Intercontinental Championship           | 11:50 |
| 2                                           | New Age Outlaws (Road Dogg e Billy Gunn) (c) derrotaram The Usos (Jimmy e Jey)                                             | Luta de duplas pelo WWE Raw Tag Team Championship                | 8:34  |
| 3                                           | Titus O'Neil derrotou Darren Young                                                                                         | Luta individual                                                  | 8:17  |
| 4                                           | The Wyatt Family (Bray Wyatt, Luke Harper e Erick Rowan) derrotaram The Shield (Dean Ambrose, Roman Reigns e Seth Rollins) | Luta de trios                                                    | 22:42 |
| 5                                           | Cameron derrotou AJ Lee (c) (com Tamina Snuka) por desqualificação                                                         | Luta individual pelo WWE Divas Championship                      | 4:30  |
| 6                                           | Batista derrotou Alberto Del Rio                                                                                           | Luta individual                                                  | 7:11  |
| 7                                           | Randy Orton (c) derrotou John Cena, Daniel Bryan, Sheamus, Christian e Cesaro (com Zeb Colter)                             | Luta Elimination Chamber pelo WWE World Heavyweight Championship | 37:30 |
| (c) – Refere-se aos campeões antes da luta. | |                                                                  |       |

### Elimination Chamber entradas e eliminações
| Ordem de eliminação | Lutador      | Ordem de entrada | Eliminado por | Tempo |
| ------------------- | ------------ | ---------------- | ------------- | ----- |
| 1º                  | Sheamus      | 2º               | Christian     | 26:03 |
| 2º                  | Christian    | 4º               | Daniel Bryan  | 27:12 |
| 3º                  | Cesaro       | 1º               | John Cena     | 30:10 |
| 4º                  | John Cena    | 5º               | Randy Orton   | 32:38 |
| 5º                  | Daniel Bryan | 3º               | Randy Orton   | 37:30 |
| Vencedor            | Randy Orton  | 6º               | —             | —     |